# Tony Marchant
Tony Marchant (n. 28 august 1937, City of Kingston⁠(d), Victoria, Australia) este un ciclist de performanță ce a reprezentat Australia, medaliat olimpic. A participat la o ediție a Jocurilor Olimpice (1956) în care a câștigat o medalie de aur.

## Participări
Lista de mai jos prezintă principalele competiții la care a participat Tony Marchant de-a lungul carierei.
- cycling at the 1956 Summer Olympics – men's tandem[*]